# French Open 1971
Wielkoszlemowy turniej tenisowy French Open w 1971 rozegrano w dniach 24 maja - 6 czerwca, na kortach im. Rolanda Garrosa w Paryżu.

## Zwycięzcy

### Gra pojedyncza mężczyzn
Jan Kodeš -  Ilie Năstase 8–6, 6–2, 2–6, 7–5

### Gra pojedyncza kobiet
Evonne Goolagong Cawley -  Helen Gourlay Cawley 6–3, 7–5

### Gra podwójna mężczyzn
Arthur Ashe /  Marty Riessen -  Tom Gorman /   Stan Smith 6–8, 4–6, 6–3, 6–4, 11–9

### Gra podwójna kobiet
Gail Sherriff Chanfreau /  Françoise Durr -  Helen Gourlay Cawley /  Kerry Harris 6–4, 6–1

### Gra mieszana
Françoise Durr /  Jean-Claude Barclay -  Winnie Shaw /  Tomas Lejus 6–2, 6–4